# Яковлев, Леонид Георгиевич
Леони́д Гео́ргиевич Я́ковлев (31 марта [12 апреля] 1858, Херсонская губерния (по другим источникам Санкт-Петербург) — 2 июня 1919, Петроград) — российский певец-баритон.

## Биография

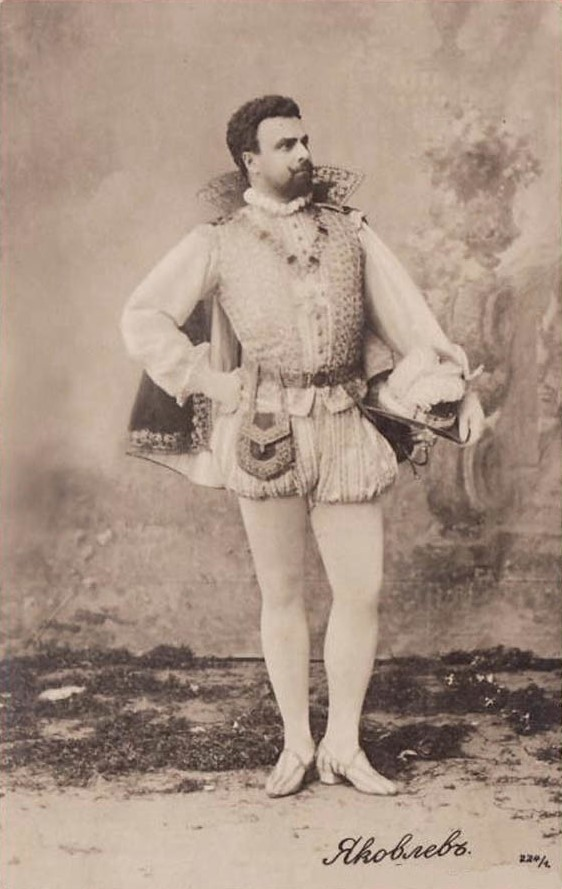
Яковлев Л.Г. в Мариинском театре на рубеже XIX—XX веков.

Учился в гимназии и Николаевском кавалерийском училище, служил в Уланском Её Величества полку. По выходе в запас, Яковлев, обладая выдающимся голосом, посвятил себя исключительно музыкальному искусству, учился пению у провинциального певца Ряднова и ездил в Италию, где занимался у выдающихся профессоров пения.
Дебютировал в 1886 году в тифлисском оперном театре. По рекомендации П. Чайковского, услышавшего его в Тифлисе, дебютировал в партии Валентина («Фауст») в апреле 1887 в петербургском Мариинском театре, на сцене которого пел до 1906. Впоследствии сам организовал различные оперные труппы, в которых выступал в качестве певца и режиссёра.
Во время Первой мировой войны возглавил Автомобильный отряд «Красного Креста» Русского Общества Пароходства и Торговли. Отряд отличался поразительной энергией и быстротой действий. Так в благодарственном приказе по армии начальника санитарной части от 2-го декабря 1916 г. сказано: «Не говоря о том, что отряд Русского О-ва Пароходства и Торговли подбирал раненых часто непосредственно с полей сраженья, мужественно шёл навстречу опасности от неприятельского огня ради оказания помощи раненым воинским чинам, поручик Яковлев работал со своим отрядом по дорогам, по которым остальные автомобильно-санитарные отряды категорически отказываются следовать за невозможностью двигаться. Вообще отряд поручика Яковлева, благодаря постоянной готовности выполнять самую тяжёлую и ответственную работу, заслуживает особой признательности за свою полезную и неутомимую деятельность».
Скончался 2 июня 1919 года, похоронен на Никольском кладбище Александро-Невской лавры. В 1926 году захоронение подверглось вандализму - деревянный крест и ограда были утащены хулиганами, после чего возникли трудности с установлением места погребения.

## Творчество
Репертуар включал 53 партии. В репертуар Яковлева входили роли Демона, Орсо в «Корделии» Соловьёва, Евгения Онегина, Елецкого («Пиковая дама»), Роберта («Иоланта»), Фабио («Поэт»), Князя Серебряного («Князь Серебряный» Г. Казаченко), Троекурова («Дубровский»), Грязного («Царская невеста»), Дон Жуана («Дон Жуан»), Марселя («Богема»), Мазепы («Мазепа» П. Чайковского), Джанчотто («Франческа да Римини» Э. Направника) и другие.
Неоднократно выступал в концертах (особенно часто в благотворительных — в пользу студентов). С 1911 вел педагогическую деятельность в Петербурге на музыкальных курсах Г. Заславского. В 1918—19 режиссёр Гос. оперы в Петрограде (бывший и нынешний Мариинский театр). На сцене Михайловского театра (МАЛЕГОТ) возобновил постановку оперы «Ромео и Джульетта».